# Castanopsis cuspidata
Castanopsis cuspidata (thunb.) Schottky (chinquapin; japonés shii, 椎) es una especie de planta del género Castanopsis nativa del sur de Japón y de Corea.

## Descripción
Es un árbol de media altura siempreverde de 20-30 m, relacionado con Fagus y con Quercus. Las hojas tienen 5-9 cm de longitud y 2-4 cm de ancho, correosas en textura, con márgenes enteros o irregularmente dentados.

## Distribución
Crece naturalmente en Japón ( sur de la región de Kanto y hacia el oeste hasta Shikoku y Kyushu) y la parte sur de la península de Corea.

## Usos
Sus frutos secos que corresponden a los cotiledones de la nuez, son comestibles; y se comen hervidos o asados.
Su madera podrida, sirve como hospedante de muchos tipos de hongos, incluyendo al comestible epónimo Shiitake.

## Taxonomía
Castanopsis cuspidata fue descrita por  (Champ. ex Benth.) A.DC. y publicado en Journal of Botany, British and Foreign 1(6): 137, 182. 1863.
Sinonimia
- Quercus cuspidata Thunb. in A.Murray, Syst. Veg. ed. 14: 858 (1784).
- Pasania cuspidata (Thunb.) Oerst., Vidensk. Meddel. Dansk Naturhist. Foren. Kjøbenhavn 1866: 84 (1866).
- Lithocarpus cuspidatus (Thunb.) Nakai, Bot. Mag. (Tokyo) 29: 55 (1915).
- Synaedrys cuspidata (Thunb.) Koidz., Bot. Mag. (Tokyo) 30: 186 (1916).
- Pasaniopsis cuspidata (Thunb.) Kudô, Syst. Bot. Useful Pl. Jap.: 134 (1922).
- Shiia cuspidata (Thunb.) Makino, J. Jap. Bot. 5: 23 (1928).[2]